# Dinnebitodon
Dinnebitodon es un género extinto de terápsidos cinodontos herbívoros que existió durante el Jurásico Inferior. Los restos de Dinnebitodon fueron descubiertos por William Amaral en 1978, en la formación Kayenta al noreste de Arizona. Se encuentra estrechamente relacionado con el género Kayentatherium hallado en la misma formación del cual únicamente se diferencian en su dentadura.

## Descripción
Dinnebitodon era un pequeño animal cuadrúpedo cuya cabeza medía 8 cm de longitud, perteneciente a la familia Tritylodontidae. 

### Cráneo y mandíbula
El cráneo de 8 cm de largo de Dinnebitodon, tenía tres incisivos a cada lado del maxilar superior, con el segundo incisivo más grande y desarrollado con 9 por 7 mm. Poseía cinco dientes postcaninos en el maxilar superior que posiblemente eran funcionales cuando Dinnebitodon vivía, con sexto diente que posiblemente erupcionaba en el trascurso de su vida. Los postcaninos se asemejan a cuadrados redondeados con tres hileras de coronas en su superficie oclusal. Los dientes difieren bastante de los otros tritilodóntidos de Kayenta, Kayentatherium y Oligokyphus.

## Hábitat
La formación Kayenta fue depositada en un ambiente de ríos cruzados y dunas, similar al actual norte de Senegal. Dinnebitodon era un animal terrestre. Los dientes recuerdan a los de los animales actuales qu se alimentan de semillas y nueces, sugiriendo que posiblemente Dinnebitodon se alimentaba de forma similar. 